# 852

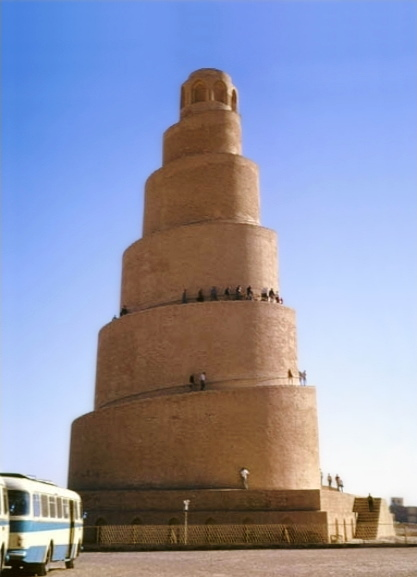
De Grote moskee van Samarra (Irak)

Het jaar 852 is het 52e jaar in de 9e eeuw volgens de christelijke jaartelling.

## Gebeurtenissen

### Europa
- Keizer Lotharius I en zijn halfbroer Karel de Kale proberen tevergeefs de Vikingen te verdrijven van het eiland Oissel in de rivier de Seine. Karel wordt wederom gedwongen schatting (Danegeld) te betalen.
- Koning Pepijn II van Aquitanië wordt door de Frankische adel afgezet. Hij wordt gevangengenomen en opgesloten in de Sint-Medardusabdij bij Soissons (Noord-Frankrijk).
- 4 maart - Trpimir, hertog (knez) van Kroatië, wordt voor het eerst genoemd in een document geschreven in het Latijn.
- Raymond I volgt zijn broer Fredelo op als graaf van Toulouse en Rouergue. (waarschijnlijke datum)

### Arabische Rijk
- Mohammed I wordt de nieuwe emir van het emiraat Córdoba in Al-Andalus (huidige Spanje). Tijdens zijn regeerperiode onderdrukt hij verschillende opstanden in Toledo.

## Religie
- De Grote moskee van Samarra in opdracht gebouwd door kalief Al-Moetawakkil wordt voltooid. (waarschijnlijke datum)
- Hertog Liudolf van Saksen laat de abdij van Gandersheim bouwen.

## Geboren
- Ealhswith, echtgenote van Alfred de Grote (waarschijnlijke datum)
- Odo I, koning van het West-Frankische Rijk (waarschijnlijke datum)
- 5 december - Houliang Taizu, keizer van China (overleden 912)

## Overleden
- 27 juli - Nathalia en Aurelius, Spaanse martelaren
- Æthelstan, koning van Kent (waarschijnlijke datum)
- Fredelo, Frankisch graaf (waarschijnlijke datum)
- Harald Klak, koning van Denemarken (waarschijnlijke datum)
- Ínigo Íñiguez Arista, koning van Navarra (of 851)
- Abd ar-Rahman II (~60), emir van Cordoba